# Zatoka Lüderitza
Zatoka Lüderitza (niem.Lüderitzbucht; ang. Lüderitz Bay; port. Angra Pequena) – zatoka na Oceanie Atlantyckim u zachodnich wybrzeży Namibii, odkryta w 1487 przez portugalskiego podróżnika Bartolomeu Diasa. 
W 1883 tereny wokół zatoki (m.in. wyspę Shark Island) zakupił od miejscowego wodza plemiennego niemiecki kupiec Adolf Lüderitz. Powstała tu wówczas osada handlowa Lüderitz. Podejrzewając, że Brytyjczycy mogą wysunąć żądania wobec tego terytorium, niemiecki kanclerz Otto von Bismarck, za namową Lüderitza, ogłosił ten obszar 7 sierpnia 1884 niemieckim protektoratem. Miejsce to stało się bazą do niemieckich podbojów w tej części Afryki, która później określana była mianem Niemieckiej Afryki Południowo-Zachodniej, a dzisiaj znana jest jako Namibia.